# Ernest Balog
Ernest Balog (* 1. ledna 1927) byl slovenský a československý politik Strany slovenské obrody a poslanec Sněmovny národů Federálního shromáždění za normalizace.

## Biografie
K roku 1976 se profesně uvádí jako návrhář. Dlouhodobě zasedal v nejvyšším zákonodárném sboru. Po volbách roku 1971 zasedl do slovenské části Sněmovny národů (volební obvod č. 135 - Košice, Východoslovenský kraj). Křeslo nabyl až dodatečně v květnu 1975 po doplňovacích volbách poté, co zemřel poslanec Štefan Buľko. Mandát obhájil ve volbách roku 1976 (obvod Košice-venkov), volbách roku 1981 (obvod Košice-venkov) a volbách roku 1986 (obvod Bohdanovce). Ve FS setrval do konce ledna 1990, kdy přišel o post na základě odvolání svou mateřskou stranou v rámci procesu kooptace do Federálního shromáždění po sametové revoluci.